# جون روبرتسون (سياسي كندي، مواليد 1784)
جون روبرتسون هو سياسي كندي، ولد في 1784، وتوفي في 1872. انتخب عضو مجلس نواب نوفا سكوشا (1820 – 1826).